# Birkhof (Bargau)
Birkhof ist ein Wohnplatz des Schwäbisch Gmünder Stadtteils Bargau im Ostalbkreis in Baden-Württemberg.

## Beschreibung
Der Einzelhof liegt etwa einen Kilometer südöstlich des Dorfkerns von Bargau und circa acht Kilometer südöstlich der Gmünder Altstadt unterhalb der Burg Bargau.
Naturräumlich liegt der Ort im Vorland der östlichen Schwäbischen Alb, genauer im Rehgebirge, direkt unterhalb des Albtraufs.

## Geschichte
Der Hof, der in früherer Zeit „Bürghof“ hieß, war Zubehör der Burg Bargau und vermutlich deren Wirtschaftshof.